# 牵引光束
牵引光束是用一种设备远距离的将一个物体移动一段距离的方法 。它通过科幻电视剧集《星舰迷航》而广为人知。1990年代以来，科学家一直试图在技术上实现，但是研究进展非常缓慢，而且还仅仅停留在微观层面，例如用激光束牵引盐粒大小的物体 。实现牵引光束的一种方法是利用光子在路径中碰到一个物体时会对物体施加一个力的原理。

## 拓展阅读
- http://physics.nyu.edu/grierlab/conveyor7c/ （页面存档备份，存于）